# Columbia Pictures
Columbia Pictures Industries, Inc. (název obvykle zkracován na Columbia Pictures nebo Columbia, původně CBC Film Sales Corporation) je americké filmové studio, produkční společnost a filmový distributor sídlící v Culver City v Kalifornii. Patří do skupiny Sony Pictures Motion Picture Group, která patří mediální společnosti Sony Pictures, jejímž majitelem je japonský konglomerát Sony.
Společnost byla založena v roce 1918 Harrym Cohnem, jeho bratrem Jackem Cohnem a Joem Brandtem pod názvem CBC Film Sales Corporation. V roce 1924 změnila své jméno na Columbia Pictures. Původně se nemohla rovnat zavedeným hollywoodským studiím, díky úspěšné spolupráci s režisérem Frankem Caprou si ale již koncem 20. let vydobyla své jméno. Úspěchů dosáhla svými bláznivými komediemi, které byly populární během Velké hospodářské krize . Ve 30. letech byli největšími hvězdami studia herci Jean Arthur a Cary Grant, v následující dekádě pak Rita Hayworthová. K dalším významným hercům patřili Rosalind Russellová, Glenn Ford a William Holden. V roce 1989 koupil studio Columbia Pictures japonský konglomerát Sony.
V současnosti patří Columbia Pictures mezi „Velkou šestku“ amerických filmových studií.